# Hellbent
Pour plus de détails, voir Fiche technique et Distribution.
Hellbent est un film d'horreur américain réalisé par Paul Etheridge sorti en 2004.

## Synopsis
À West Hollywood, quatre amis se rendent à la parade d'Halloween. Lors de la soirée, un tueur qui a déjà frappé auparavant les décapite les uns après les autres mais Eddie, accompagné de son ami Jake vont devoir affronter le mal.

## Fiche technique
- Titre : Hellbent
- Réalisation : Paul Etheredge
- Scénario : Paul Etheredge
- Musique : Michael Gordon Shapiro
- Photographie : Mark Mervis
- Montage : Steve Dyson et Claudia Finkle
- Production : Josh Silver et Steven J. Wolfe (en)
- Société de production : Sneak Preview Entertainment
- Société de distribution : Optimale (France) et Regent Releasing (en) (États-Unis)
- Pays :  États-Unis
- Genre : Horreur
- Durée : 84 minutes
- Dates de sortie : 
  -  États-Unis : 26 juin 2004 (festival du film Frameline), 16 septembre 2005
  -  France : 22 février 2006
- Interdit aux moins de 12 ans

## Distribution
- Dylan Fergus : Eddie
- Bryan Kirkwood : Jake
- Andrew Levitas : Chaz
- Hank Harris : Joey
- Matt Phillips : Tobey
- Nina Landey : Maria
- Wren T. Brown : le capitaine de la police